# Michael Tetzschner

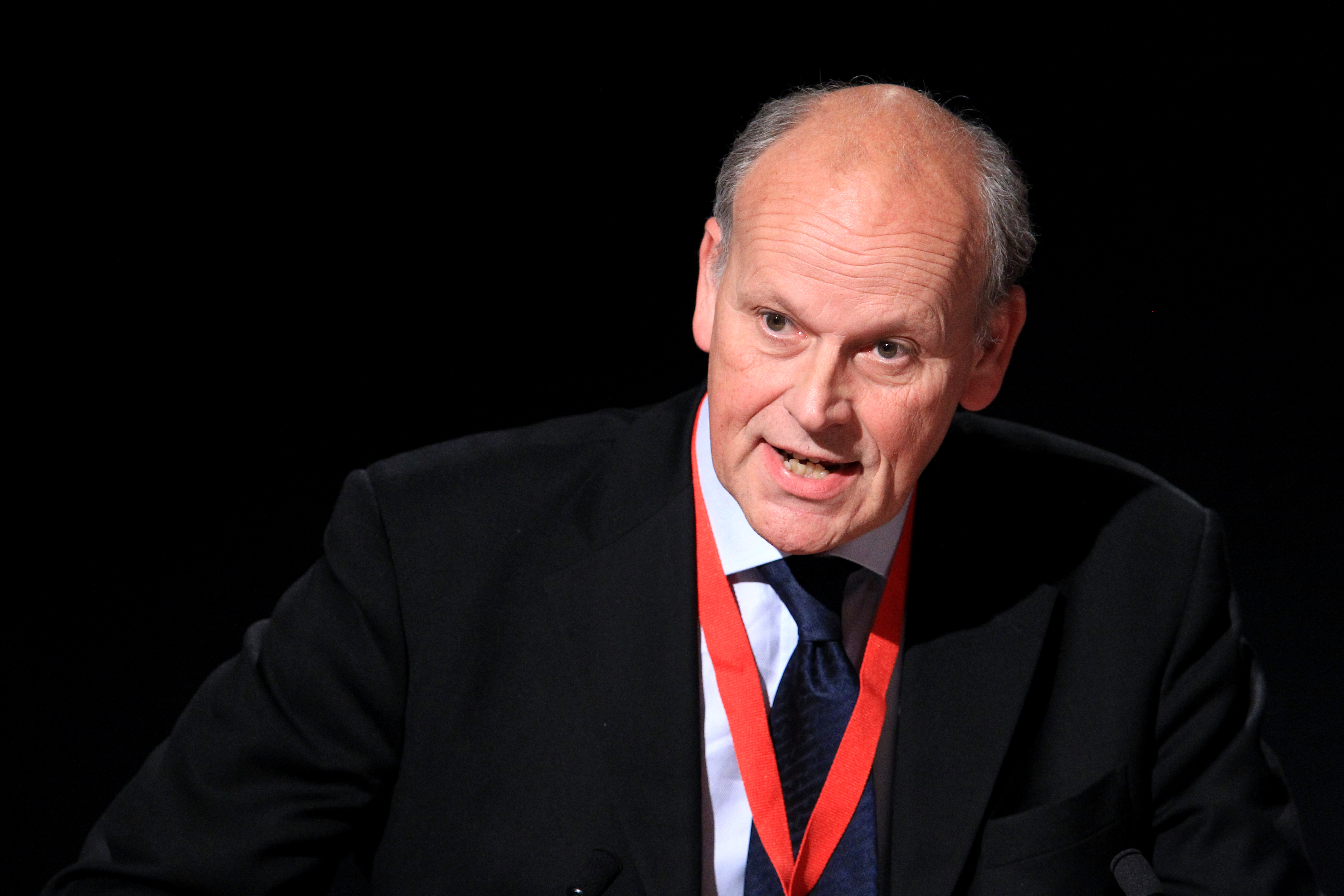
Michael Tetzschner.

Michael Tetzschner, född 1954 i Köpenhamn, är en norsk politiker verksam i partiet Høyre. Tetzschner är en huvudaktör i Oslopolitiken.
Tetzschner är utbildad jurist och har arbetat som advokat. Han satt i stadsfullmäktige (bystyret) i Oslo åren 1975-1999. Tetzschner kom med i stadsstyrelsen (byrådet) 1986 och var dess ordförande (byrådsleder) mellan 1989 och 1991. Tetzschner är sambo med Kristin Clemet, även hon högerpolitiker, och tillsammans har de två barn. Sedan tidigare har Tetzscnner två äldre söner. 1995 avsade sig Tetzschner alla ledande politiska uppdrag efter att han och Høyre i Oslo bestämde sig för att inte samarbeta med Fremskrittspartiet om att ingå en lokal regeringskoalition. Efter flera år utanför politiken valdes Michael Tetzschner den 21 januari 2006 till ordförande i Høyre i Oslo. I samband med sin comeback som lokal partiordförande har Tetzschner uttalat att det är högst rimligt att Høyre regererar tillsammans med Fremskrittspartiet. I karikatyrstriden har Tetzschner varit en av de mest konsekventa försvararna av kravet på yttrandefrihet.

## Politiska uppdrag
- Ordförande i partiet Høyre i Oslo (2006-)

### Näringsliv
- Styrelsemedlem i Opera Software
- Styrelseordförande i AS Oslo Sporveier